# Orfelia nigricornis
Orfelia nigricornis is een muggensoort uit de familie van de Keroplatidae. De wetenschappelijke naam van de soort is voor het eerst geldig gepubliceerd in 1805 door Fabricius.